# Mädchen im Rampenlicht
Mädchen im Rampenlicht (Originaltitel Ziegfeld Girl) ist ein 1940 gedrehtes, US-amerikanisches Filmmusical mit Drama-Elementen von Robert Z. Leonard mit Judy Garland, Hedy Lamarr und Lana Turner in den drei Titelrollen. Die männliche Hauptrolle spielt James Stewart.

## Handlung
New York in den 1920er Jahren. Viele junge Frauen träumen von einer Showbusiness-Karriere am Broadway. Drei von ihnen stehen im Zentrum dieser Geschichte: Susan Gallagher, Sandra Kolter und Sheila Regan, und alle streben an, eines der begehrten „Ziegfeld Girls“ zu werden, eine der Tänzerinnen des großen Show-Unternehmers Florenz Ziegfeld. Jedes Jahr bringt er eine neue Revue auf die Bühne, die zum Stadtgespräch der Ostküstenmetropole werden soll. Dafür ist ihm nichts zu teuer, und jedes Jahr sucht er neue Gesichter für seine Show. Die Mitteleuropäerin Sandra, die nicht auf den Mund gefallene Fahrstuhlführerin Sheila, die de facto über keine Entertainment-Erfahrung verfügt, und die kindliche Susan, die sich zuvor an der Seite ihres alternden Vaters bereits im Varieté versucht hatte und glaubt, hier einen künstlerischen Aufstieg zu erreichen – auch sie werden von ihrer Hoffnung getrieben, als „Ziegfeld Girl“ (so der Originalfilmtitel) den Durchbruch zu schaffen.
Bald müssen die drei Frauen erkennen, dass hinter der Fassade längst nicht alles Gold ist. Immer wieder gibt es Rückschläge, plagen Gliederschmerzen, und manchmal fließen auch Tränen. Dieser harte Kampf endet für jede der drei jungen Frauen unterschiedlich: Sandra gibt ihre Show-Karriere für einen liebevollen Ehemann, einen talentierten Geiger, den sie hinter den Kulissen kennengelernt hatte, auf. Sheilas treuherziger Freund Gilbert, der sich, um Sheila zu imponieren, auf Ganoven, Schwarzhändler und Schmuggler eingelassen hat, wendet sich von ihr ab und sie sich einem reichen Gönner zu, der jedoch schon bald von ihr enttäuscht ist und sie wieder verlässt. Die Folge davon ist, dass Sheila, geblendet vom illusionären Glauben an ein Leben im Luxus, im Alkoholrausch völlig abstürzt. Nur Susan kann ihren Traum verwirklichen: Sie beißt sich durch und wird als neues „Ziegfeld Girl“ eines der „Mädchen im Rampenlicht“. Und obendrein kann sie sogar noch ihren Vater in der Revue unterbringen. Auch Sheila will noch ein letztes Mal Showluft atmen und schaut der Vorstellung Susans, die zu deren persönlichem Triumph wird, vom Balkon aus zu. Als Sheila aufstehen will, fühlt sie einen stechenden Schmerz, sinkt in sich zusammen und gleitet tot zu Boden.

## Produktionsnotizen
Mädchen im Rampenlicht, ein typisches MGM-Musical der 1940er Jahre mit melodramatischen Untertönen, entstand in den Metro-Goldwyn-Mayer-Studios in Culver City und wurde am 25. April 1941 uraufgeführt. In Deutschland lief der Film am 1. April 1947 an.
Der erfahrene Choreograph Busby Berkeley gestaltete die Tanz- und Musiknummern. Die Filmbauten entwarf Cedric Gibbons, Edwin B. Willis sorgte für die Ausstattung. Adrian schuf die Kostüme. Den Ton überwachte Douglas Shearer.
Der Film kostete 1.468.000 $ und spielte laut MGM-Unterlagen in Nordamerika 1.891.000 USD und weitere 1.210.000 USD im Rest der Welt ein und erwirtschaftete einen Gewinn nach Steuern von 532.000 USD.

## Musiktitel

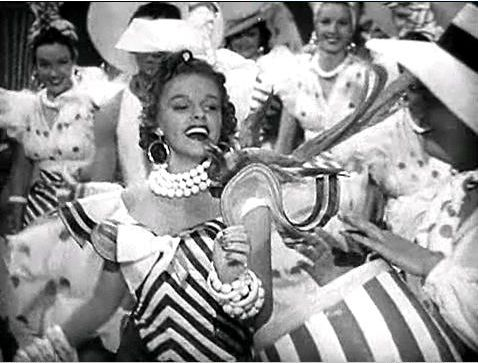
Judy Garland singt und tanzt die Nummer „Minnie From Trinidad“

- Ouvertüre. Intoniert vom Orchester und Chor
- Laugh? I Thought I’d Split My Sides. Musik und Text von Roger Edens, vorgetragen und getanzt von Judy Garland und Charles Winninger
- You Stepped Out of a Dream. Musik von Nacio Herb Brown, Text von Gus Kahn, gesungen von Tony Martin und dem Chor
- I’m Always Chasing Rainbows. Musik von Harry Carroll, Text von Joseph McCarthy. Vorgetragen von Judy Garland
- Caribbean Love Song. Musik von Roger Edens, Text von Ralph Freed. Gesungen von Martin und dem Chor
- Minnie from Trinidad. Musik von Roger Edens. Gesungen vom Chor und getanzt von Antonio und Rosario, danach gesungen und getanzt von Judy Garland und dem Chor
- Mr. Gallagher and Mr. Shean. Vorgetragen von Charles Winninger und Al Shean
- Ziegfeld Girls / You Gotta Pull Strings. Musik von Roger Edens. Vorgetragen von Judy Garland und dem Chor
- You Stepped Out of a Dream (siehe oben).
- You Never Looked So Beautiful. Musik von Walter Donaldson, Text von Harold Adamson. Vorgetragen von Judy Garland und dem Chor

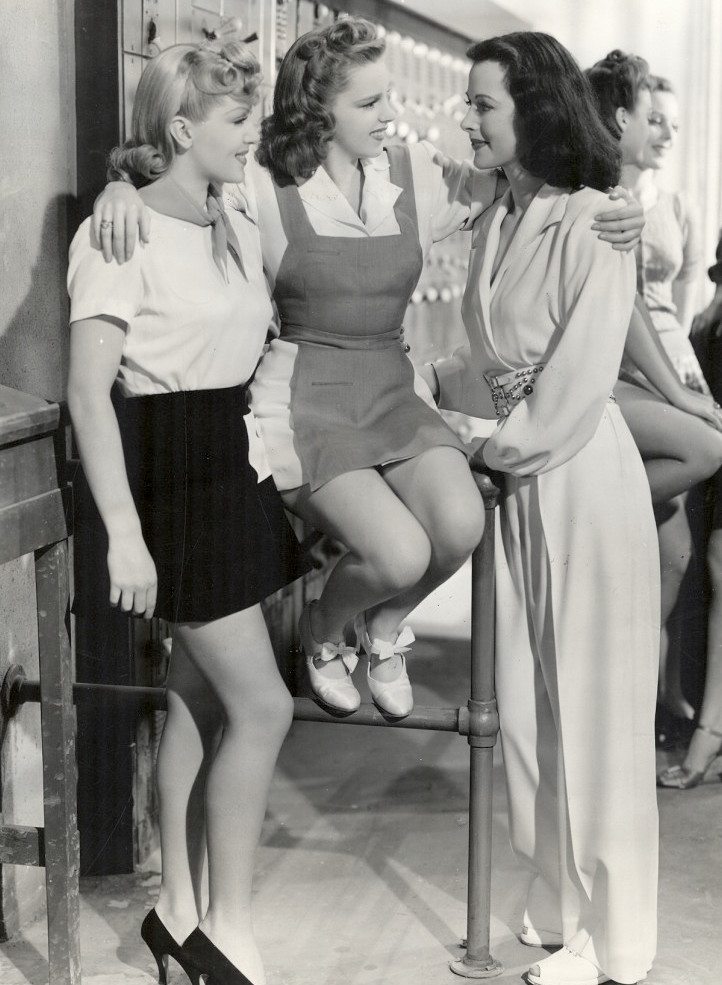
Die Mädchen im Rampenlicht: Lana Turner, Judy Garland, Hedy Lamarr

## Kritiken
Der Movie & Video Guide befand: „Großangelegtes Musical-Drama beginnt strahlend, versinkt dann im Melodram und in der Auflösung einer absurden Nebenhandlung“.
Halliwell’s Film Guide vertrat die Meinung, dass der Film „ein angemessenes, kostspieliges Drama mit Musik“ sei.

„Sentimental-pathetischer Revuefilm mit selbstkritischen Zügen.“

Moviepilot schrieb, „das Musical eröffnet leicht und spritzig, schlägt dann ins Melodramatische um“.
Cinema führte aus: „Glamouröses MGM-Musical mit dem jungen James Stewart und spektakulären Tanznummern von Busby Berkeley.“